# Plader Bach
Plader Bach je dřívější německý název dnes bezejmenného horského potoka ve východních Krkonoších.

## Průběh toku
Plader Bach pramení na západním svahu Lysečinské hory, nejvyššího vrcholu Pomezního hřebenu, ve východních Krkonoších. Neupravený pramen se nachází na pasece asi 0,5 km východně od kostela v Malé Úpě. Potok tvoří po celé své délce osu přibližně severojižně orientované horní části Krakonošova údolí sevřeného z východu svahem Dlouhého hřebenu a ze západu Kraví horou, které je plné malebných krkonošských chalup. Na svém konci se zleva ve Spáleném Mlýně u zdejšího parkoviště vlévá do Malé Úpy.

## Mosty
Na toku se nacházejí pouze čtyři přemostění. První je asi ve třistametrové vzdálenosti od pramene, kde potok překonává asfaltová lesní cesta vedoucí z Malé Úpy do Horních Albeřic, po které je trasována červeně značená Cesta bratří Čapků. Přibližně na vrstevnici 880 m n. m. překonává potok dřevěná lávka postavená na neznačené pěšině spojující asfaltové cesty vedoucí po obou svazích údolí. Těsně před soutokem přechází přes potok silnice II/252 z Trutnova na hraniční přechod Pomezní Boudy a asfaltová komunikace vedoucí z přilehlého parkoviště k chatě u soutoku.

## Přítoky
Do potoka se vlévá vícero bezejmenných vodotečí z obou stran. Za zmínku stojí dva přítoky. První se vlévá zprava asi 0,5 km před koncem potoka a je pouze několik desítek metrů dlouhý. Jeho pramen byl využit jako zdroj vody pro horskou chalupu (dnes nese jméno Jonáš), která byla přímo na něm vystavěna. Nachází v místnosti vpravo od vstupu.
Druhý přítok do vlévá zleva ve vzdálenosti jen několik desítek metrů před soutokem s Malou Úpou. U nedaleké chaty Krakonoš pohání soustrojí zvané Čertův mlýn. Jedná se o nevelkou dřevěnou stavbu plnou pohyblivých pohádkových postaviček poháněných přes mlýnské kolo vodou. Vedle Čertova mlýna stojí socha Krakonoše.